# Elise Rellstab
Elisabeth 'Elise' Rellstab (Wädenswil, 13 december 1843 - aldaar, 6 mei 1904) was een Zwitserse verpleegster en vertaalster.

## Biografie
Elise Rellstab was een dochter van Kaspar Rellstab, een landbouwer en burgemeester, en van Elisabeth Hofmann. Ze was een broer van Emil Rellstab, lid van de Nationale Raad. Ze liep aanvankelijk school in de lokale gemeenteschool en daarna in Romandië. Ze studeerde talen en specialiseerde zich op autodidactische wijze in het verzorgen van zieken. Ze reisde ook meermaals naar Frankrijk. Tijdens de Frans-Duitse Oorlog van 1870 werkte ze als verpleegster en vertaalster in een Pruisisch militair hospitaal in Château-Thierry. Haar reisnotities uit deze periode werden in 1909 gepubliceerd in het jaarboek van de Zürcher Hülfsgesellschaft. In 1877 was ze medeoprichtster van een ziekenhuis in Wädenswil, dat in 1886 zijn intrek kon nemen in een nieuw gebouw. Ze was er voorzitster van de volledig vrouwelijke raad van bestuur en zou er in dienst blijven tot haar overlijden in 1904.